# Jules Anspach
Jules Anspach (20. července 1829, Brusel, Spojené království nizozemské – 19. května 1879, Etterbeek, Belgie) byl belgický politik a starosta Bruselu.
Anspach se narodil do kalvinistické rodiny. Jeho otec François byl poslancem belgického parlamentu. Jules studoval právo na Svobodné bruselské univerzitě (která v době jeho života byla ještě jednotnou organizací). Stal se doktorem práv a v roce 1963 také starostou města Bruselu ve věku 34 let. Úřad starosty metropole Belgie zastával až do své smrti. Ve funkci nařídil rozsáhlé urbanistické úpravy města, které byly srovnatelné snad jen s přestavbami Paříže pod taktovkou barona Haussmanna. V Bruselu poloviny 19. století se navíc rozšířila cholera, což bylo dalším vhodným důvodem pro přestavbu metropole.
Jules Anspach nařídil zakrytí řeky Senne, která prochází městem od severu k jihu. Na jejím místě vznikl široký bulvár, který nese Anspachovo jméno. Kromě toho byly strženy početné staré čtvrti a nahrazeny moderními paláci. Brusel se totiž teprve stával metropolí evropského významu poté, co se Belgie stala v roce 1830 nezávislou zemí. V rámci Anspachových přestaveb Bruselu bylo strženo na tisíc domů.
Kromě starosty byl Jules Anspach také zvolen za poslance belgického parlamentu, stejně jako jeho otec.